# Кукер

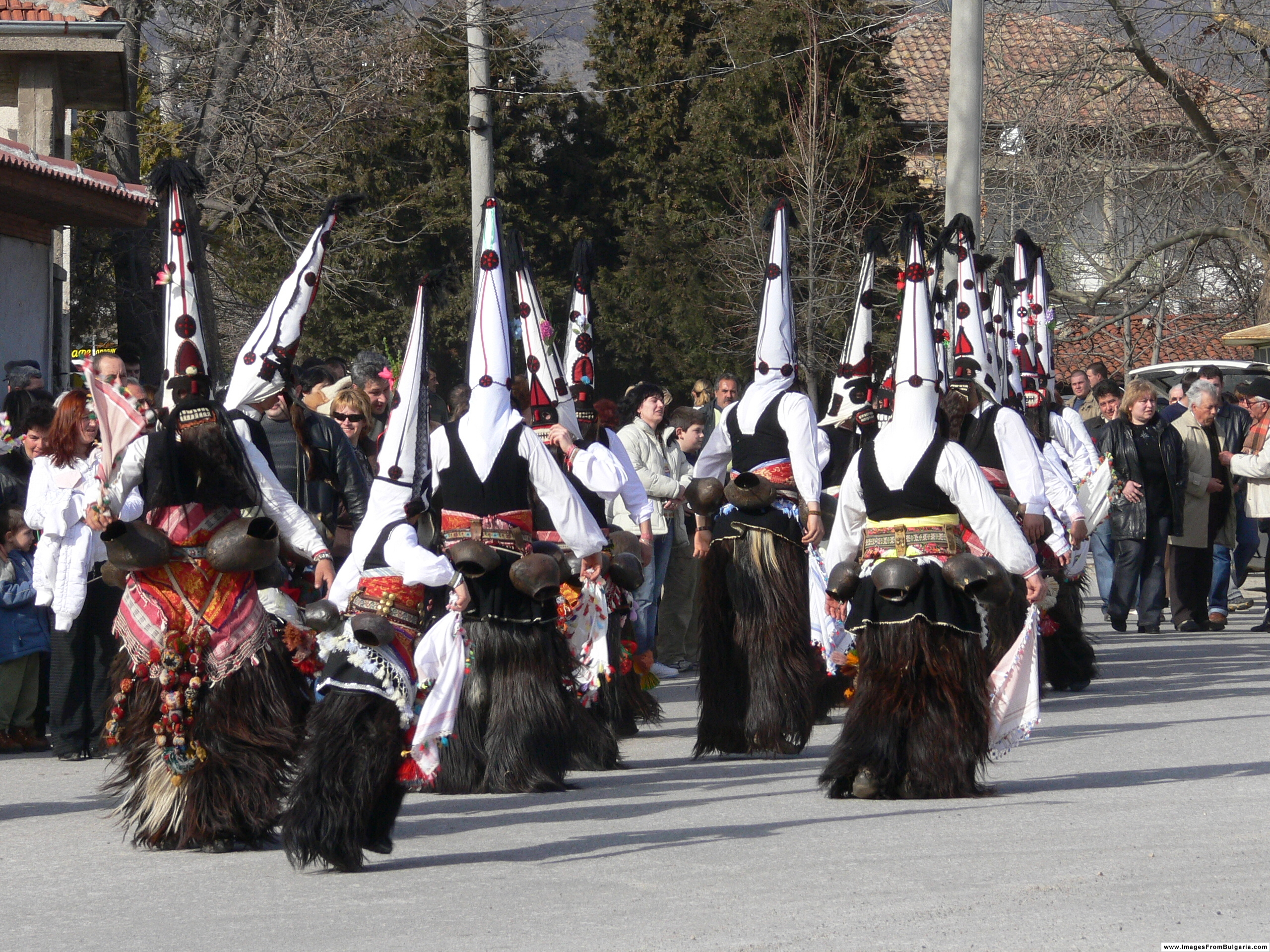
Кукеры в Карлово

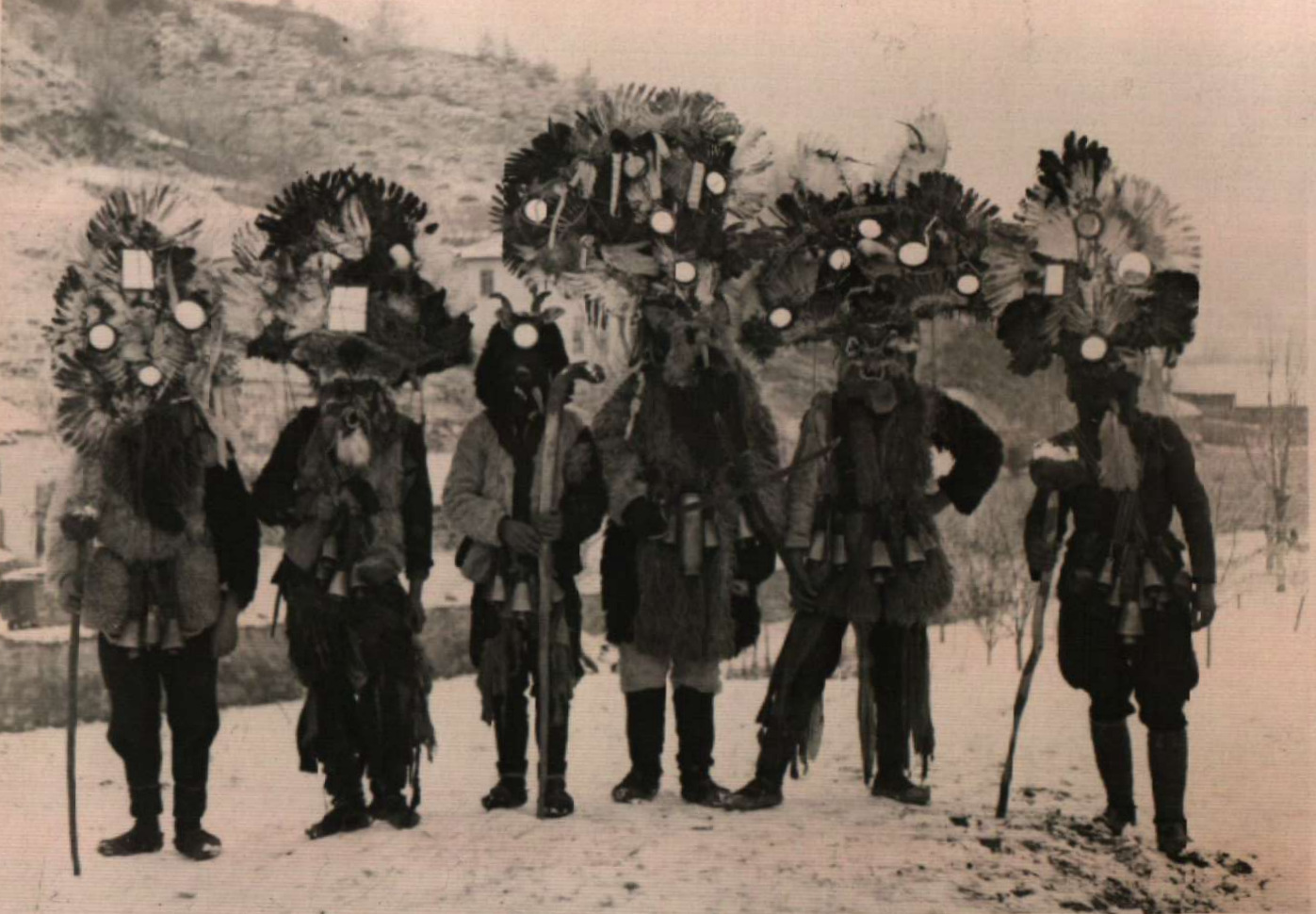
Кукеры в традиционных нарядах. Ранее 1945 г.

Кукер — обряд ряженья на Масленицу или Святки у болгар. В мифологии южных славян олицетворение плодородия. Участники обряда — кукеры, болг. кукери, кукове, старци, бабугери, бабурци, песяци, зибуци, дракуси, калугери, камилари, джамалари, джумали.
Обряд включает игровые сцены, призванные способствовать благосостоянию, плодовитости и здоровью окружающих, защитить село от зла и несчастья. Известен в восточной и южной Фракии, а также в Родопах, Средней Горе, отдельных регионах восточной Болгарии; имеет структурное и функциональное сходство со святочно-новогодними обходами в западной Болгарии, Македонии, юго-восточной Сербии (наличие разветвленной системы ролей; присутствие ряженых, представляющих брачную пару; исполнение игровых сцен с четко выраженной фаллической символикой и пр.).
Обряд исполняется исключительно мужчинами, преимущественно холостыми, в течение масленичной недели и в следующий за ней понедельник (Кукеровден, Куковден, Старцовден). В наряде кукеров преобладает одежда из шкур, вывернутая мехом наружу; их маски причудливо украшены разноцветными монистами, зеркальцами, перьями, рогами. Кукеры увешаны различной величины колокольчиками, в руках у них деревянные сабли, окрашенные на конце наподобие фаллоса в красный цвет.
Кукеры изображают грубые любострастные действия с «жёнами», тоже ряжеными, которые, в свою очередь, тоже разыгрывают под хохот толпы беременность и роды. Затем совершается обрядовая пахота, высеивается зерно.
Назначение ритуального действа — обеспечить хороший урожай, призвать к родам матушку-Землю.